# Pedro Ortiz de Pinedo
Pedro Ortiz Gutiérrez ( Ciudad de México, 26 de marzo de 1977) conocido como Pedro Ortiz de Pinedo, es un productor, director de televisión y escritor de programas cómicos para la televisión y el teatro, a su vez es productor de telenovelas mexicanas. Es hijo del actor, comediante, productor y director de televisión y teatro Jorge Ortiz de Pinedo. Está casado con la actriz Andrea Torre y es hermano de Óscar, Jesús, Mariana y Santiago.

## Vida personal
Está casado con la actriz Andrea Torre, tiene tres hijos, Regina Ortiz de Pinedo (28 de septiembre de 2013), Federico Ortiz de Pinedo (14 de octubre de 2015) y Diego Ortiz de Pinedo (2 de octubre de 2017).

## Filmografía

### Productor Ejecutivo
- Amor amargo .... Telenovela (productor ejecutivo, 2024-2025)
- Minas de pasión .... Telenovela (productor ejecutivo, 2023-2024)
- ¡Chócalas Compayito! .... Serie de TV (productor ejecutivo, 2023)
- ¿Tú crees? .... Serie de TV (productor ejecutivo, 2022)
- Dr. Cándido Pérez .... Serie de TV (productor ejecutivo, 2021)
- Diseñando tu amor .... Telenovela (productor ejecutivo, 2021)
- Cita a ciegas .... Telenovela (productor ejecutivo, 2019)
- Simón dice .... Serie de TV (escritor y productor, 2018)
- Renta congelada .... Serie de TV (escritor y productor, 2017)[2]
- Los Gonzàlez TV .... Programa de TV (2016)
- María de todos los Ángeles .... Serie de TV (20 capítulos, 2013)
- Durmiendo con mi jefe .... Serie de TV (2013)
- La CQ .... Serie de TV (productor, 2012/2013)
- Fábrica de risas .... Serie de TV (productor adjunto, 2007)
- Una familia de diez ....  Serie de TV (productor ejecutivo, episodios desconocidos, 2007-2020)
- ¡Qué madre tan padre! .... (productor ejecutivo, 22 episodios, 2006)
- Los nuevos inquilinos .... Episodio de TV (productor ejecutivo, 2006)
- Qué madre sin padre .... Episodio de TV (productor ejecutivo, 2006)
- El día del padre .... Episodio de TV (productor ejecutivo, 2006)
- El picnic .... Episodio de TV (productor ejecutivo, 2006)
- Me enamoré de Mauricio .... Episodio de TV (productor ejecutivo, 2006)

### Productor Asociado
- Divina, está en tu corazón .... Serie juvenil (2017)
- Par de Ases .... Serie de TV (productor asociado, 2005)
- Durmiendo con mi jefe .... Serie de TV (18 capítulos, adaptación y versión mexicana, 2013)
- La CQ .... Serie infantil/juvenil de 100 capítulos, creador, productor y escritor para Televisa Internacional y Cartoon Network que obtuvo varios premios y nominaciones internacionales.
- Una familia de diez ... Serie de comedia de gran éxito, para Televisa S. A. de C. V. creador y productor ejecutivo.

## Premios y nominaciones

### Premios TVyNovelas
| Año  | Categoría                   | Programa                   | Resultado |
| ---- | --------------------------- | -------------------------- | --------- |
| 2020 | El mejor final              | Cita a ciegas              | Nominado  |
| 2020 | Mejor reparto               | Cita a ciegas              | Nominado  |
| 2020 | Mejor programa de comedia   | Simón dice                 | Nominada  |
| 2020 | Mejor programa de comedia   | Una familia de diez        | Nominada  |
| 2019 | Mejor programa de comedia   | Simón dice                 | Nominada  |
| 2018 | Mejor programa de comedia   | Renta Congelada            | Nominada  |
| 2014 | Mejor serie hecha en México | María de Todos los Ángeles | Ganadora  |
| 2014 | Mejor programa de comedia   | La CQ                      | Nominado  |
| 2008 | Mejor programa unitario     | Una familia de diez        | Nominado  |

### Kids Choice Awards México
| Año  | Categoría                 | Programa          | Resultado |
| ---- | ------------------------- | ----------------- | --------- |
| 2013 | Programa o Serie Favorita | La CQ             | Ganador   |
| 2014 | Programa de TV Favorito   | La CQ             | Ganador   |
| 2014 | Obra de Teatro Favorita   | La CQ: El musical | Ganador   |